# Tjasker Zandpoel
De tjasker Zandpoel (Fries: Sânpoel) is een paaltjasker bij de Nederlandse plaats Wijckel (provincie Friesland) uit 1975. De windmolen heeft als functie poldermolen.
De molen voorziet het natuurgebied de Sânpoel van water. Eigenaar is Staatsbosbeheer Oudemirdum. De tjasker staat bij een parkeerplaats langs de N359 en heeft de status gemeentelijk monument. Sinds maart 2011 wordt deze tjasker weer geregeld in werking gesteld door enkele vrijwilligers van Staatsbosbeheer. De molen is tot op enkele meters te benaderen; als de molenaar aanwezig is, is het tevens mogelijk kijkje binnen het hek te nemen.

## Restauraties
- 1993: Verlengen van de tonmolen aan het verlaagde polderpeil.
- 2011: Vangwiel vernieuwd, wateruitstroom hersteld, hek vernieuwd, tonmolen gerepareerd en de lagers geïnspecteerd.

### Periodiek onderhoud
- De molen wordt elk jaar in de houtolie gezet.